# Béarn (tàu sân bay Pháp)
Béarn là một tàu sân bay độc đáo từng phục vụ Hải quân Pháp (Marine nationale) trong Chiến tranh Thế giới thứ hai và sau đó. Sự lạc hậu vào lúc chiến tranh nổ ra khiến nó chỉ được sử dụng như tàu vận chuyển máy bay sang Mặt trận Tây Âu.
Béarn được đưa ra hoạt động vào năm 1927 và là tàu sân bay duy nhất được Pháp chế tạo cho đến sau Thế Chiến II. Nó chỉ được dự định như một tàu thử nghiệm, và sẽ được thay thế trong những năm 1930 bởi hai tàu sân bay mới thuộc lớp Joffre. Nó được đánh giá là tương đương với những tàu sân bay ban đầu được các cường quốc hải quân trên thế giới phát triển. Tuy nhiên, Pháp đã không đóng chiếc thay thế một cách kịp thời, và không lực trong hải quân của họ bị tụt hậu; Béarn phải tiếp tục phục vụ trong tình trạng lạc hậu. Đến năm 1939, nó chỉ còn phục vụ hạn chế trong vai trò vận chuyển máy bay. Tên của nó được đặt theo tỉnh lịch sử Béarn của nước Pháp.

## Thiết kế

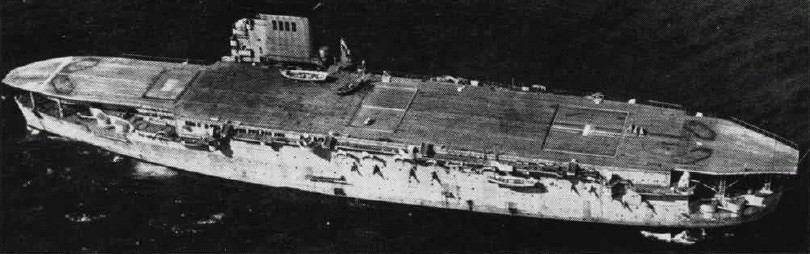
Tàu sân bay Béarn

Béarn được cải biến từ lườn của một thiết giáp hạm thuộc lớp Normandie, công việc được tiến hành trong giai đoạn 1923-1927. Thiết kế này đã đưa đến một con tàu lớn nhưng khá chậm. Vai trò tàu sân bay thử nghiệm đã khiến nó hoạt động cùng với nhiều kiểu máy bay thử nghiệm, với hiệu quả bị giới hạn và không có các đội bay chiến thuật. Do không có chiếc thay thế, Béarn phải phục vụ trong vai trò hoạt động trong hơn một thập niên.
Béarn còn được nhìn nhận như tàu thử nghiệm cho kế hoạch chế tạo tàu chiến-tuần dương mang máy bay, với tám khẩu pháo 300 mm (12 in) và một sàn đáp nhỏ trang bị máy phóng để mang theo tám máy bay. Kế hoạch này bị hủy bỏ thay bằng một tàu chiến truyền thống hơn, đưa đến lớp thiết giáp hạm Dunkerque. Sau đó, cùng với việc lớp tàu tuần dương hạng nặng Duquesne đã dần dần trở nên lạc hậu, một kế hoạch được đưa ra để chuyển chúng thành tàu sân bay, nhiều khả năng sẽ giữ lại một tháp pháo 300 mm (12 in) như một thiết kế lai. Nhưng giống như các thiết kế lai khác, việc này không vượt quá các ý định trên bản vẽ, nên việc thay thế cho Béarn chỉ thực sự bắt đầu khi lớp tàu sân bay Joffre được đặt lườn. Tuy nhiên, kế hoạch này không được hoàn tất, và Béarn đã buộc phải phục vụ như là tàu sân bay duy nhất của Pháp cho đến khi được chuyển giao chiếc tàu sân bay hộ tống HMS Biter nguyên của Hải quân Hoàng gia Anh vào năm 1945, vốn đã phục vụ cho Hải quân Pháp dưới tên gọi Dixmude.
Béarn có một hệ thống thượng tần bị đảo lại bên mạn phải vốn bao gồm ống khói lớn của con tàu.

## Lịch sử hoạt động
Vào ngày 20 tháng 10 năm 1920, phi công Paul Teste hạ cánh trên chiếc Béarn, đánh dấu lần hạ cánh đầu tiên của trên tàu sân bay trong lịch sử Hải quân Pháp.
Không lâu sau khi Chiến tranh Thế giới thứ hai nổ ra vào năm 1939, Béarn bị cho là quá chậm để có thể hoạt động cùng hạm đội, nên nó được đưa về vai trò vận chuyển máy bay. Nó cũng được sử dụng trong việc huấn luyện khi phi công Không lực Hải quân Pháp lái máy bay ném bom bổ nhào Vought SB2U Vindicator thực tập cất cánh và hạ cánh trên tàu sân bay, cho dù họ được đặt căn cứ trên bờ.
Khi Đức Quốc xã xâm chiếm Pháp vào năm 1940, Béarn được lệnh đi đến Toulon chuyển số dự trữ vàng của Ngân hàng Pháp ra nước ngoài. Ngày 25 tháng 5, Béarn gặp gỡ các tàu tuần dương Jeanne d'Arc và Émile Bertin tại một điểm hẹn ở Đại Tây Dương, và hải đội đã vận chuyển thành công số vàng của Pháp sang Halifax, Canada. Sau đó Béarn đi đến bờ Đông Hoa Kỳ nhận số máy bay mới đã đặt hàng từ các hãng Mỹ, bao gồm Curtiss H-75, SBC Helldiver cũng như những chiếc Brewster Buffalo dự định dành cho Không quân Bỉ. Nhưng trước khi số máy bay này đến được điểm nhận, Hiệp định Đình chiến với Đức được ký kết, nên Béarn đi đến cảng Martinique. Nó là một trong số các tàu chiến Pháp bị chiếm giữ tại Martinique theo quyết định của Mỹ nhằm ngăn không cho Đức sử dụng.
Sau khi Đức xâm chiếm Vichy Pháp, Béarn nằm trong số các tàu chiến Pháp tham chiến cùng với khối Đồng Minh. Tuy nhiên nó đã quá lạc hậu để tham gia các hoạt động tác chiến của Hải quân phe tự do. Thay vào đó, trong những năm 1943-1944, nó tiếp nối vai trò trước đây như một tàu vận chuyển máy bay, một đóng góp có giá trị cho những nỗ lực chiến tranh của phe Đồng Minh. Vai trò này còn được tiếp nối sau chiến tranh, như một phần trong cố gắng của Pháp muốn kiểm soát lại thuộc địa của họ tại Đông Dương.
Từ năm 1948, Béarn phục vụ như một tàu huấn luyện, và sau đó như là tàu tiếp liệu tàu ngầm. Béarn bị tháo dỡ tại Ý vào năm 1967.